# Велика Стінка (заказник)
Вели́ка Сті́нка — лісовий заказник загальнодержавного значення в Україні. Розташований у межах Онуфріївського району Кіровоградської області, на північ від села Вишнівці. 
Площа 43,5 га. Створений згідно з Указом Президента України від 10 грудня 1994 року № 750/94. Перебуває у віданні ДП «Онуфріївський лісгосп». 
Створений з метою охорони невеликого лісового масиву, розташованого на межі лісостепу та степу. Збереглись дубово-кленові, липово-дубові і дубово-липово-кленові ліси з усім комплексом рослин і тварин, типовим для такого лісу. З рідкісних видів тут зростає реліктовий вид — ранник весняний.